# New Hope (Collin megye, Texas)
New Hope város az USA Texas államában, Collin megyében. Lakosainak száma 661 fő (2020. április 1.).

## Népesség
A település népességének változása:
| Lakosok száma | 331  | 523  | 662  | 614  | 661  |
|               | 1980 | 1990 | 2000 | 2010 | 2020 |